# Fontein

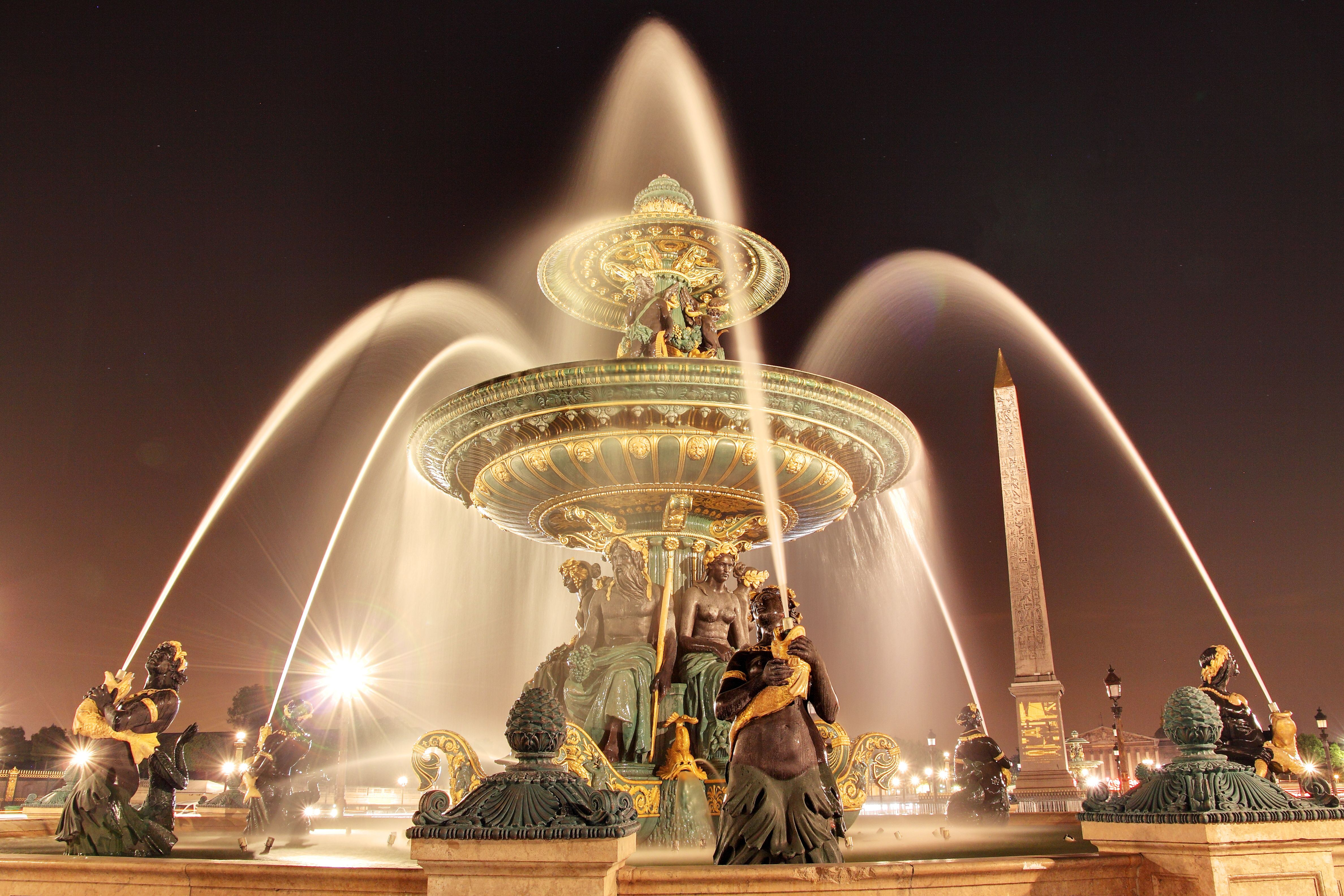
Fontaine des mers, een fontein op het Place de la Concorde in Parijs

Een fontein (van Latijn fons, fontis, 'bron') is een natuurlijke of kunstmatige installatie die water spuit. Dit kan permanent zijn of variëren afhankelijk van de druk door de toevoer van de vloeistof. De fontein is de oorsprong van de kraan en van de wastafel. Een kleine wastafel (bijvoorbeeld in een toiletruimte) wordt nog altijd een fonteintje genoemd.

## In de natuur

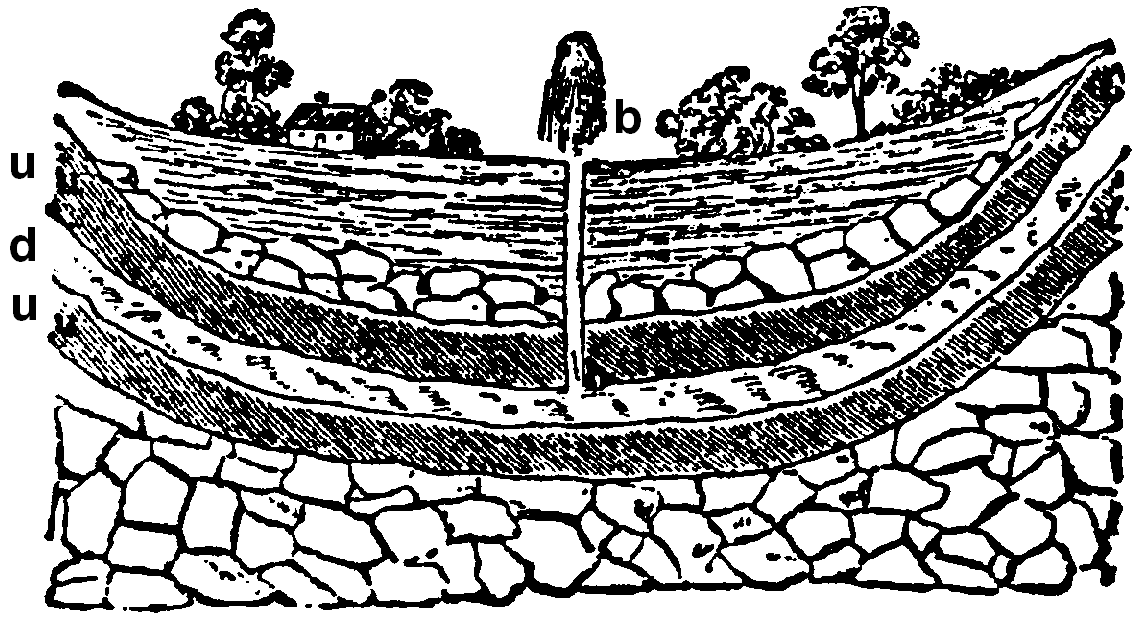
Een fontein, afgebeeld in het Nordisk familjebok (encyclopedie)

In de natuur komen fonteinen voor op plaatsen waar water met grote kracht door een nauwe opening wordt geperst. Als het water van onder de grond komt, is de fontein tevens een bron en spreekt men van een bronfontein (lat. fontana aqua).
Een geiser is een natuurlijke bronfontein met kokend water, dat in onderaardse processen wordt opgewarmd en door de steeds toenemende druk zich op gezette tijden een uitweg baant als stoom.
Een blaasgat of blowhole is een gat in de rotsen aan de kust zoals op het eiland Española, het zuidelijkste van de Galapagoseilanden, waar de golven het water bij vloed soms tot 20 meter hoog opspuiten. De blowhole nabij het strand van Tangalle op Sri Lanka zou zelfs 25 meter halen. Vlak voor de kust van het eiland Savai'i in Samoa vormen de Alofa’aga blowholes door gestold lava in de branding een reeks van verbonden fonteinen.
Een fontein van vuur en as is een vulkaan.

## In de stad

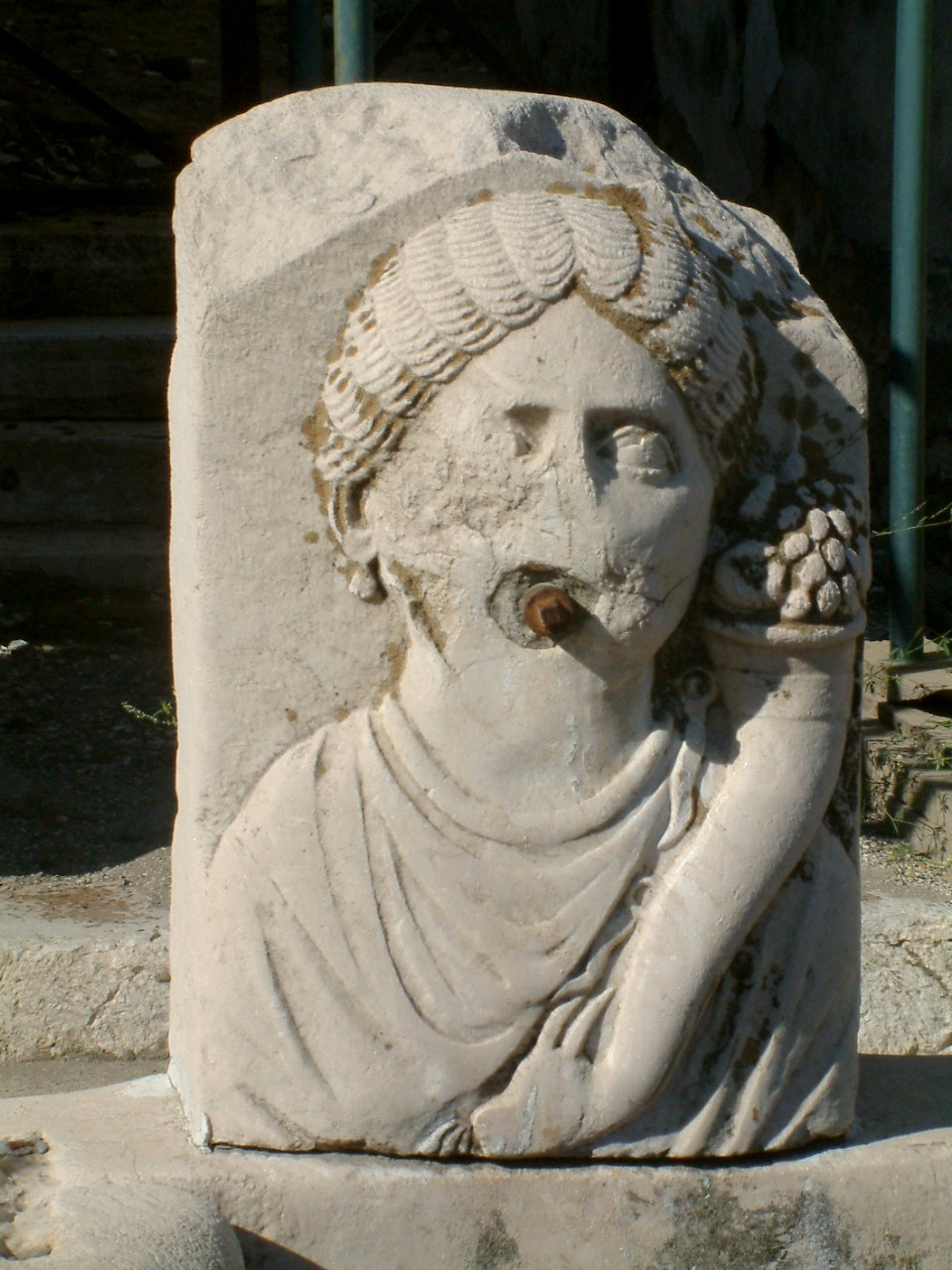
Een fonteintje, mogelijk voorstellende Fortuna, te Pompeï

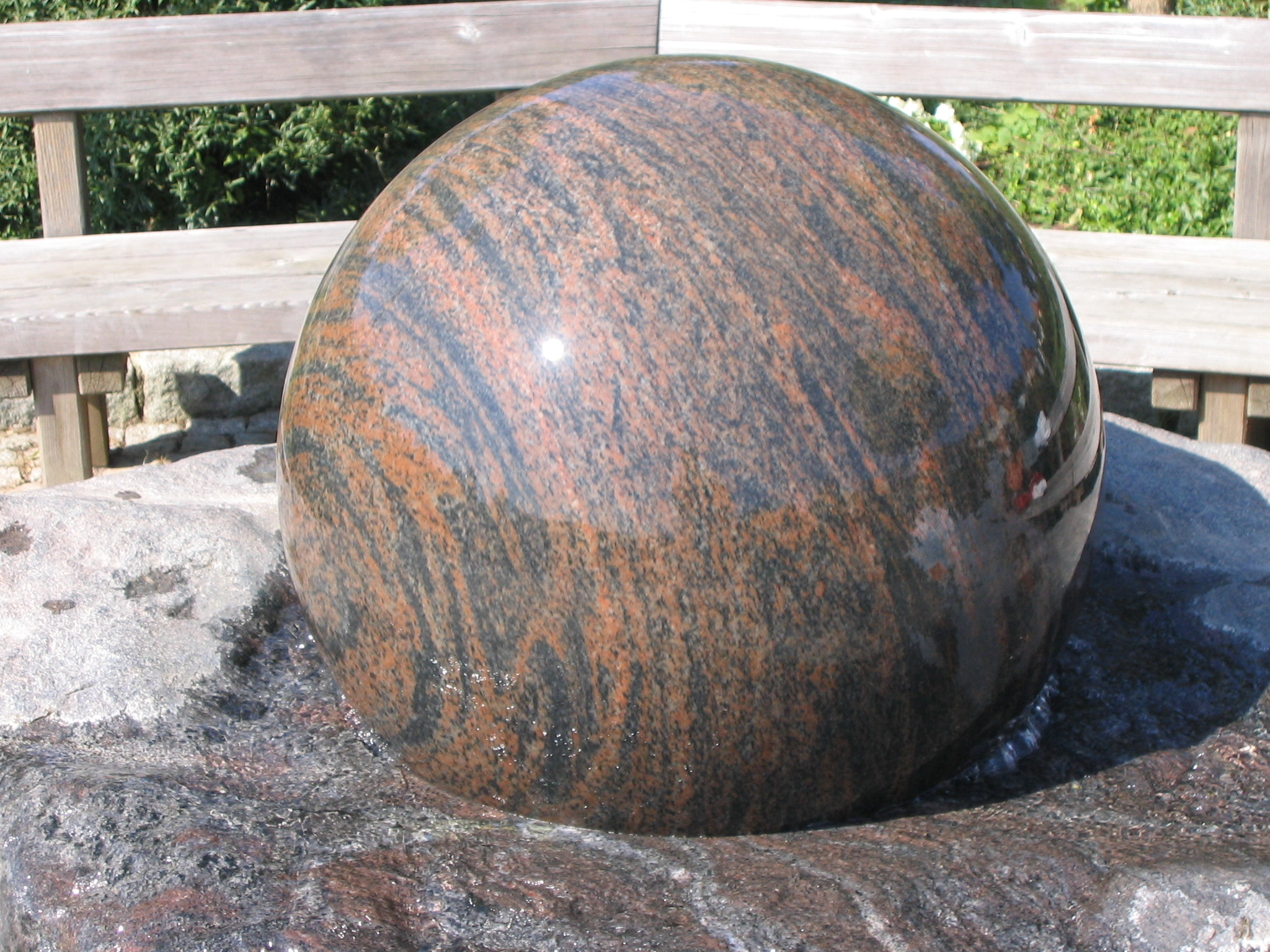
Een drijvende steen in de fontein van een Japanse tuin

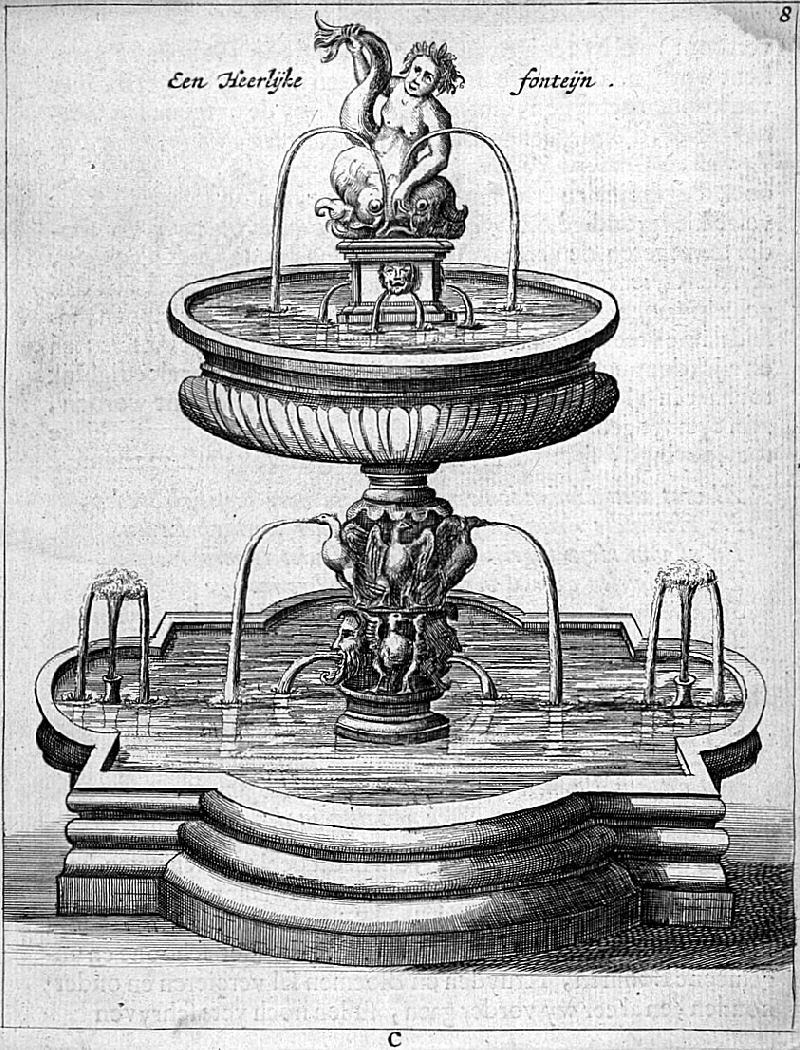
Een Heerlijke fonteijn. Figuur 8 in Den Nederlandtsen Hovenier door Jan van der Groen, 1670.

Fonteinen bieden verfrissing en verfraaiing en van oorsprong ook drinkwater. Vanwege de complexe techniek waren en zijn fonteinen een statussymbool van machthebbers, overheden en projectontwikkelaars.
Fonteinen kunnen worden aangelegd in stadsparken, in een vijver, in een betonnen bak of in een metalen schaal op een verhoging. Ook binnen in wolkenkrabbers, grote hotellobby's en winkelcentra zijn fonteinen te vinden. In Tilburg was ooit een decoratief fonteintje in een woonwijk bedacht, maar het werd weer verwijderd na klachten van omwonenden over een overmatige behoefte om te plassen vanwege het klaterende geluid.
Een fontein die op onverwachte momenten water spuit uit onvermoede hoeken en gaten, heet ook wel een bedriegertje, en kan op zomerse dagen een bron van vermaak zijn, bijvoorbeeld in de Koopgoot in Rotterdam.

### Ontwikkeling
Voor de ontwikkeling van elektrische pompen was men bij de aanleg van een fontein aangewezen op natuurlijk verval, reservoirs op een hoger niveau, of andere krachtbronnen.
De Romeinen plaatsten al kunstig gebeeldhouwde fonteinen aan de uiteinden van hun aquaducten.
De barok was bij uitstek de periode waarin het wilde geweld van spetterend fonteinwater werd gewaardeerd. De Italiaanse beeldhouwer Bernini wordt gezien als de eerste die in de zeventiende eeuw stromend water toepaste als een hoofdonderdeel van zijn kunst. Hij schiep onder meer de Fontana del Tritone met een beeld van Triton, de Fontein van de lelijke boot Fontana della Barcaccia en de Fontein der vier stromen Fontana dei Quattro Fiumi in Rome.
Omstreeks dezelfde periode stelden de Franse koningen hun rijkdom graag tentoon door de aanleg van grote stads- en paleistuinen met kunstige watervallen en fonteinen die bij gelegenheid ook feestelijke dranken zoals wijn konden sproeien. In de Lage Landen is de nodige concentratie van macht nooit van de grond gekomen voor de pracht en praal van een trotse fonteincultuur, en het was altijd al nat genoeg.
De Zonnekoning was zeer gesteld op het watergespatter. De tuinen van het Kasteel van Versailles werden ontworpen door André le Nôtre.
De fonteinen van Versailles werden gevoed met regenwater dat in tonnen was opgeslagen, en bediend door "fonteinmeesters" in verdekt opgestelde kleine houten hokjes die elkaar met fluitsignalen attendeerden op de komst van de koning, en met een stelsel van loden leidingen en kraantjes de druk op peil hielden.
Toen zich uiteindelijk een hofcultuur ontwikkelde op Paleis Het Loo, sinds 1686 de zomerresidentie van de Nederlandse stadhouders en later van de koningen, werden voor de aanleg van de Koningsfontein hooggelegen gronden op de Veluwe aangekocht, vanwaar vers bronwater in leidingen naar de tuin kon stromen. De Koningsfontein kon permanent sproeien, en met maximaal 13½ meter ook hoger dan de hoogste fontein in Versailles. De meeste aandacht voor de grandeur van een vorstelijk paleis had koning-stadhouder Willem III (1650-1702). Zijn hovenier Jan van der Groen schreef in zijn boek Den Nederlandtsen hovenier in 1670 (heruitgegeven in 1699) over de techniek en vormgeving van fonteinen in de lusthoven in het derde hoofdstuk Van de Fonteynen:
Gants vermakelijck en çierlijck zijn de Fonteynen in de Lusthoven, byzonder, als de selve met levendigh water, dat van de Bergen of hooghte, langs of door d' aerde komt neder loopen, voorsien zijn. Maer dese gelegentheyt heeft men over al niet, soo dat men sich dan met regenwater (dat om hoogh, in goten, op daken, solders, of lode bakken, vergaert, en staende gehouden wordt) moet behelpen. In dese lode bak maekt men een lode pijp of buis, die 't water naer om laegh afleyt, alwaer men dan met een kraen in dese buys het aflopende water (wanneer de Fonteyn niet springt) kan tegen houden: indien men maer een Fonteyn heeft, al schoon die met veel stralen gelijck springt, soo heeft men dese kraen slechs alleen van noden; van dese kraen leidt men verscheyde loode pijpkens na de plaetsen, daer de waterstralen uyt komen moeten, maer die men niet gelijck wil doen springen, moeten byzondere kranen in elck pijpken hebben. Deze Fonteynen kan men wel in de Vyvers maken, als of het Eylanden, Bergen, Rotzen of Grotten waren. Sy werden oock wel seer kostelijck gemaekt van gehouwen marmor, grauwe, of blaeuwen Arduyn-steen, oock van wel koper, loot of hout, dat men dan çierlijck kan schilderen. In de bygaende Figuur 8, wordt een heerlijcke Fonteyn vertoont, wiens onderste bak van gehouwen steen is, maer by aldien men die drie-vier-ses- of achtkantigh wilde maken, kan de selve van hout, doch van binnen met loot bekleet: Het Pedestal of voetstuk dient (om de gestadighe vochtigheit) van steen te zijn; de bovenste kom kan men wel van dun geslagen koper maken; het bovenste beeldt kan gegoten koper, of anders vergult, of geschildert hout zijn: doch dese geheele Fonteyn kan wel van gehouwen steen gemaakt worden; en aldus kan men alderley beelden van Goden, Menschen, Beesten, Visschen, Vogels &c. hier op stellen.
De Romeinse god van zee Neptunus (dan wel Poseidon, de Griekse) wordt in de klassieke traditie vaak afgebeeld met als vaste attribuut een grote drietand, omringd door zeemeerminnen, te midden van vissen, schaaldieren en schelpen. Het water sproeit veelal uit de monden van de figuren, of het stroomt uit kruiken en bekers.
De komst van de waterleiding in 1853 en de stoommachine die ongekende hoeveelheden water kon pompen, maakten een eind aan de meeste technische beperkingen. Moderne inspiratiebronnen zijn raffinement, vernuft en spektakel.

### Etymologie
Het woord "fontein" verscheen aan het eind van de 13e eeuw als "fonteine" in de Nederlandse taal, overgenomen van het Oudfranse fontaine, dat was overgenomen van fontana of oorspronkelijk fontâna aqua, Vulgair "bronwater", van het Latijn fons, "bron" en aqua, "water".

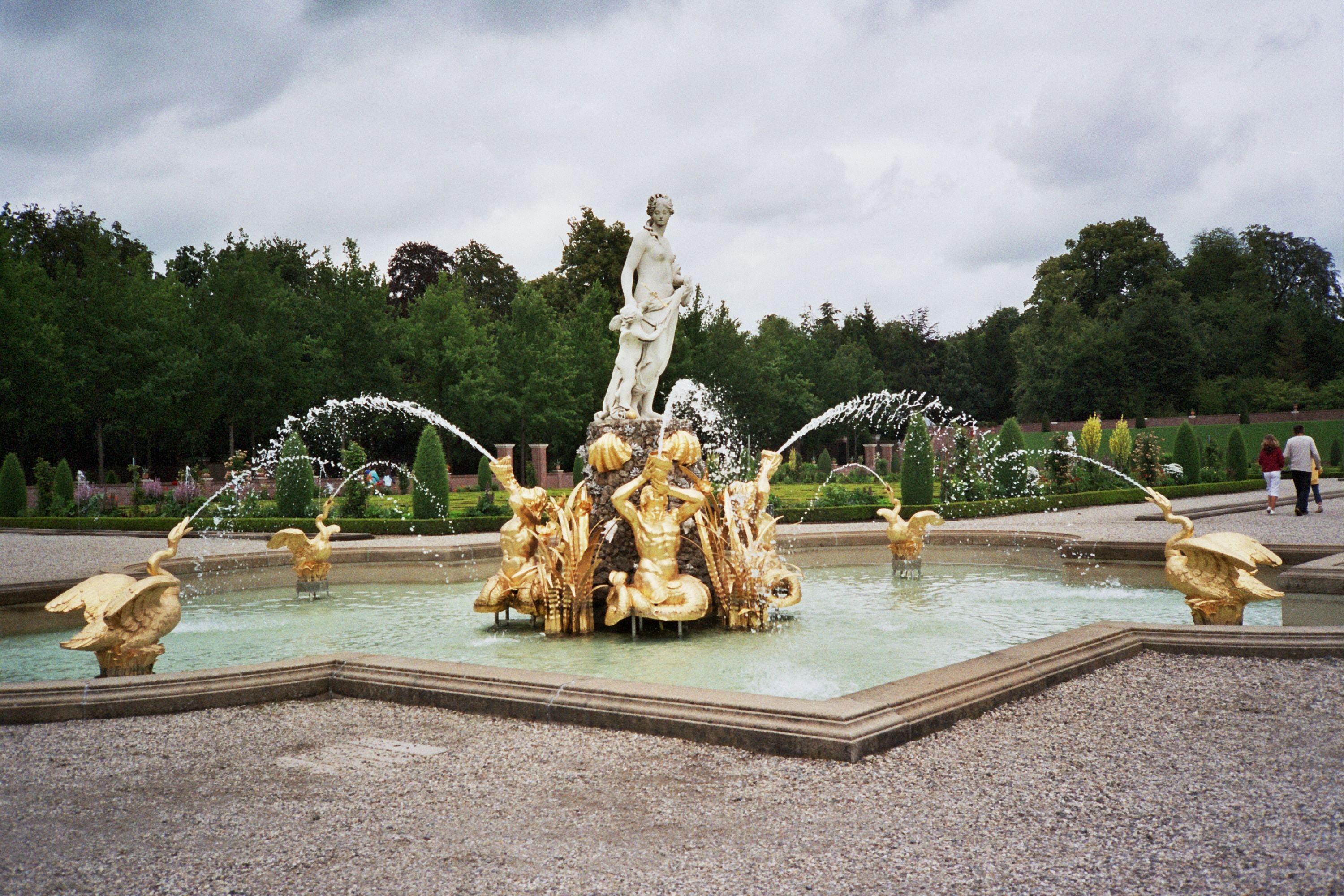
Fontein in de paleistuin van Het Loo

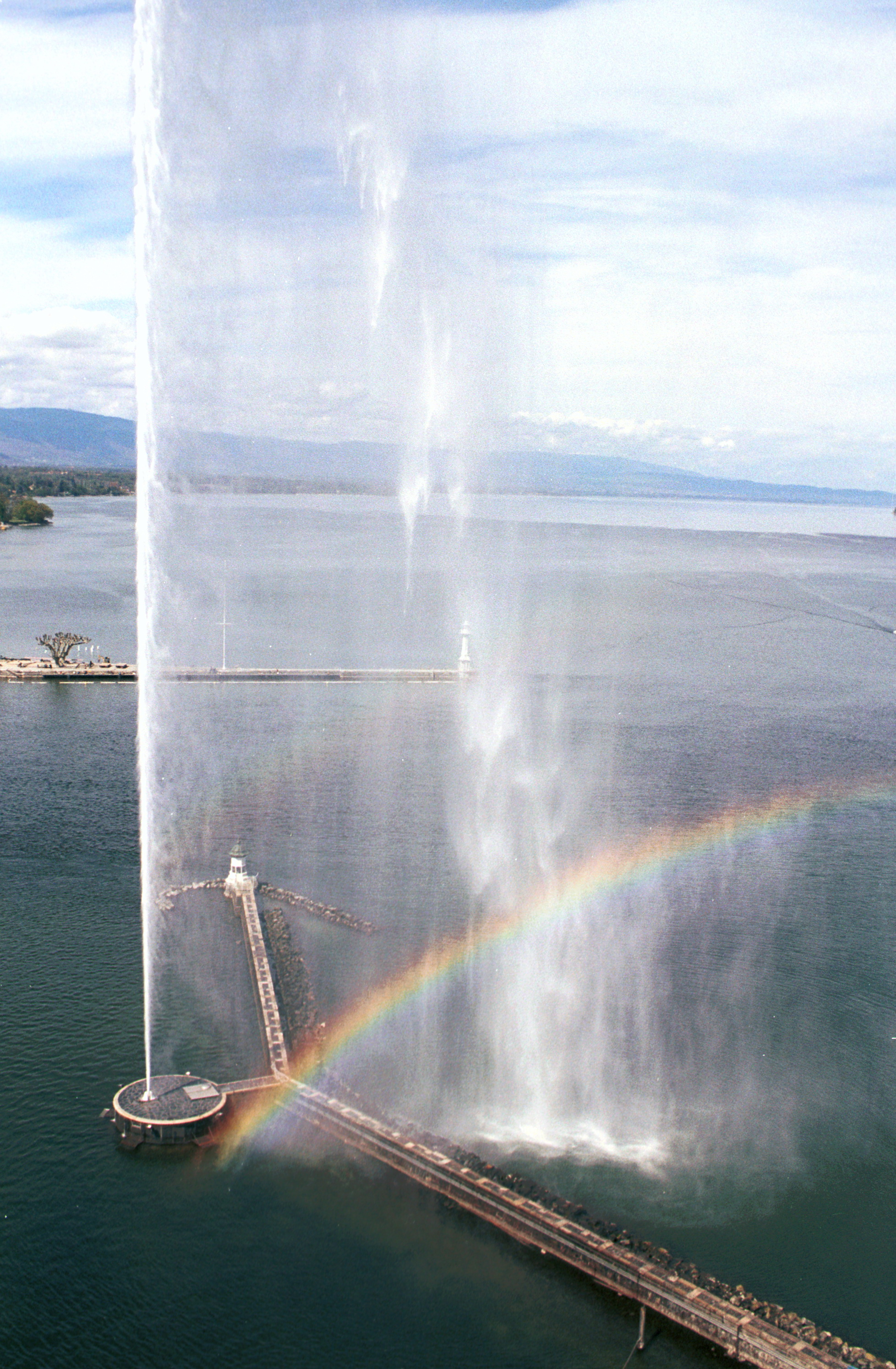
Een regenboog boven het Meer van Genève

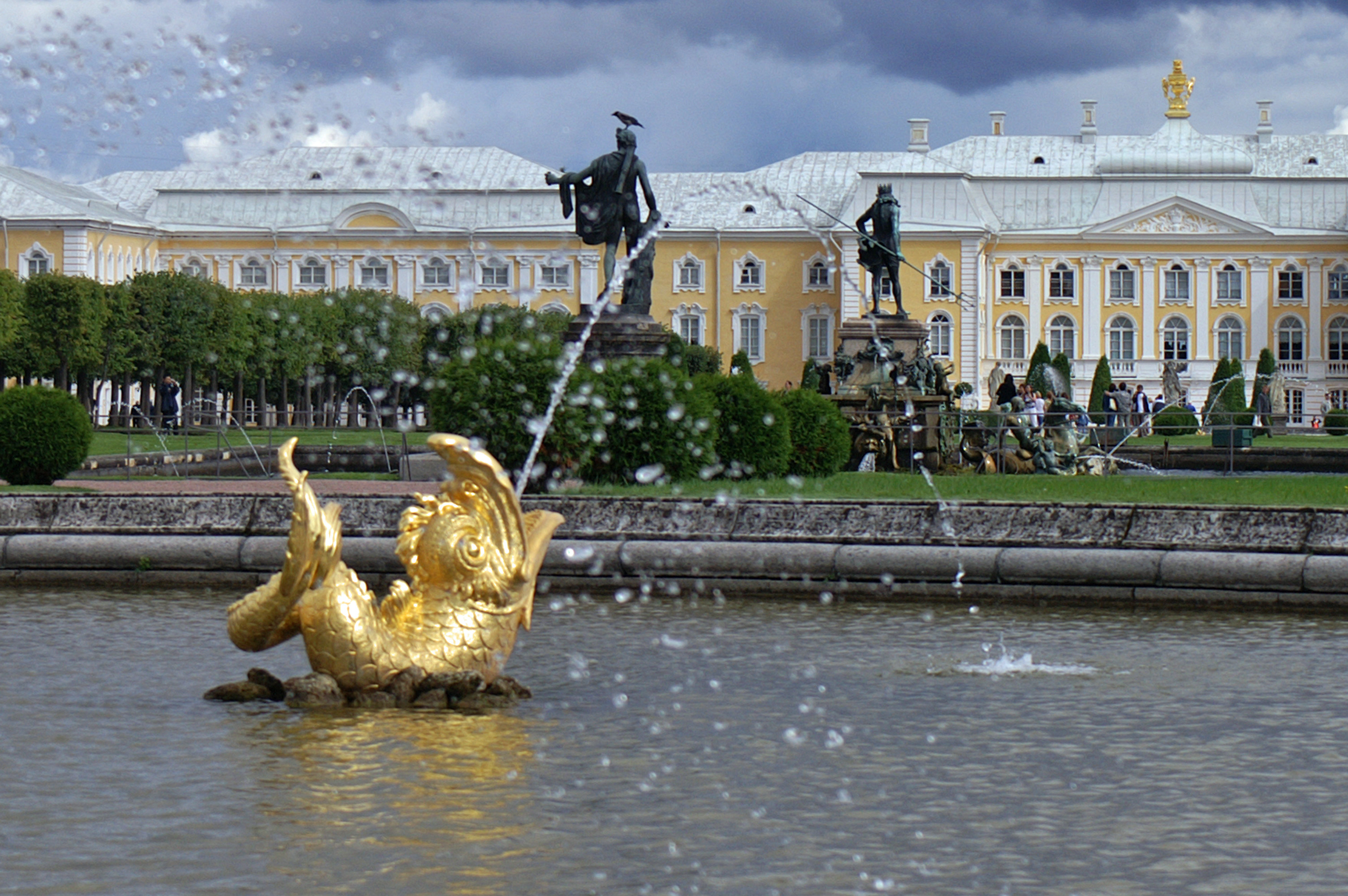
Een gouden vis spuwt in een vijver bij het Grote Paleis in Petershof

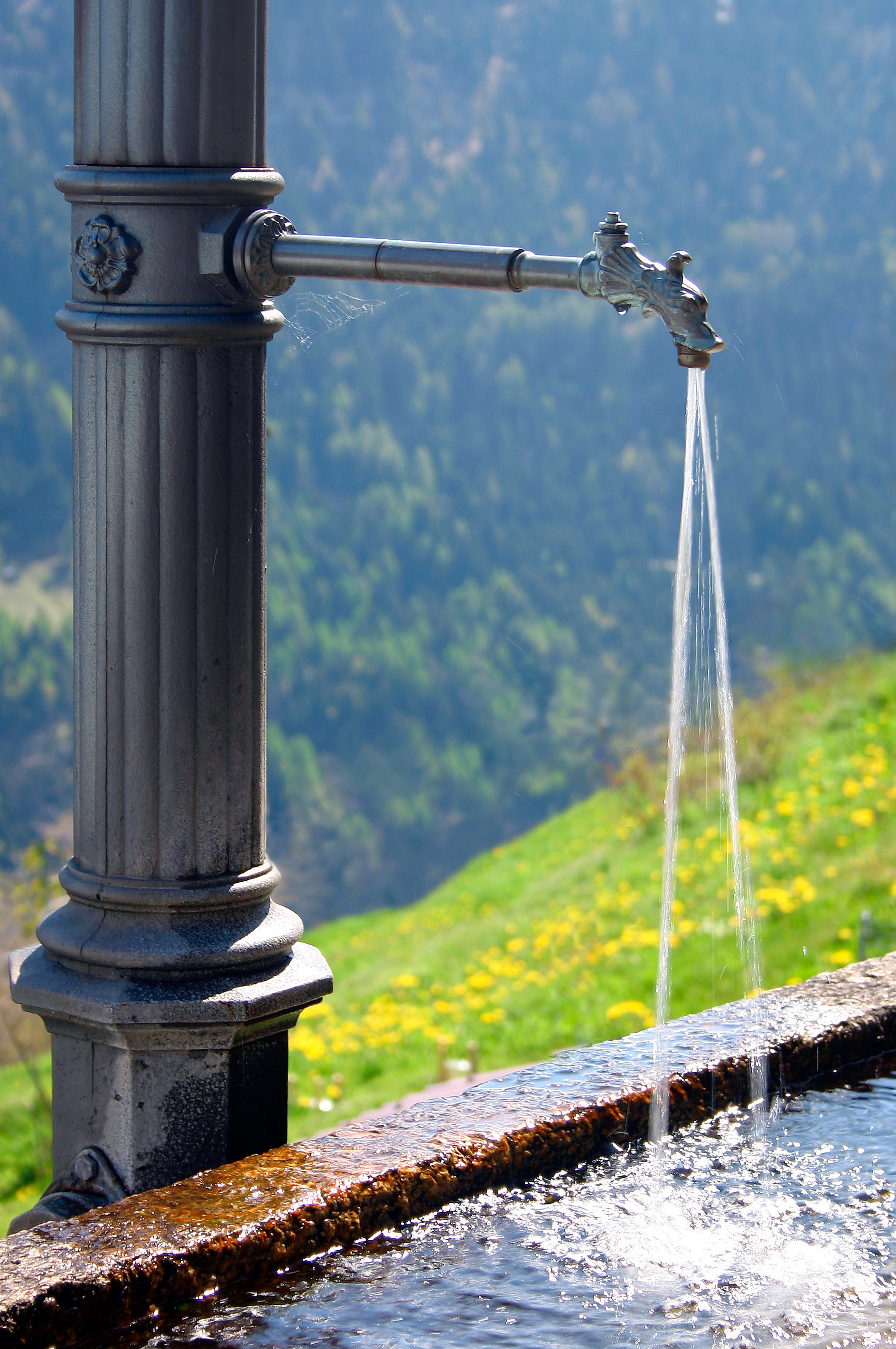
Een bronwaterfontein voor mens en dier in een Zwitsers dorp

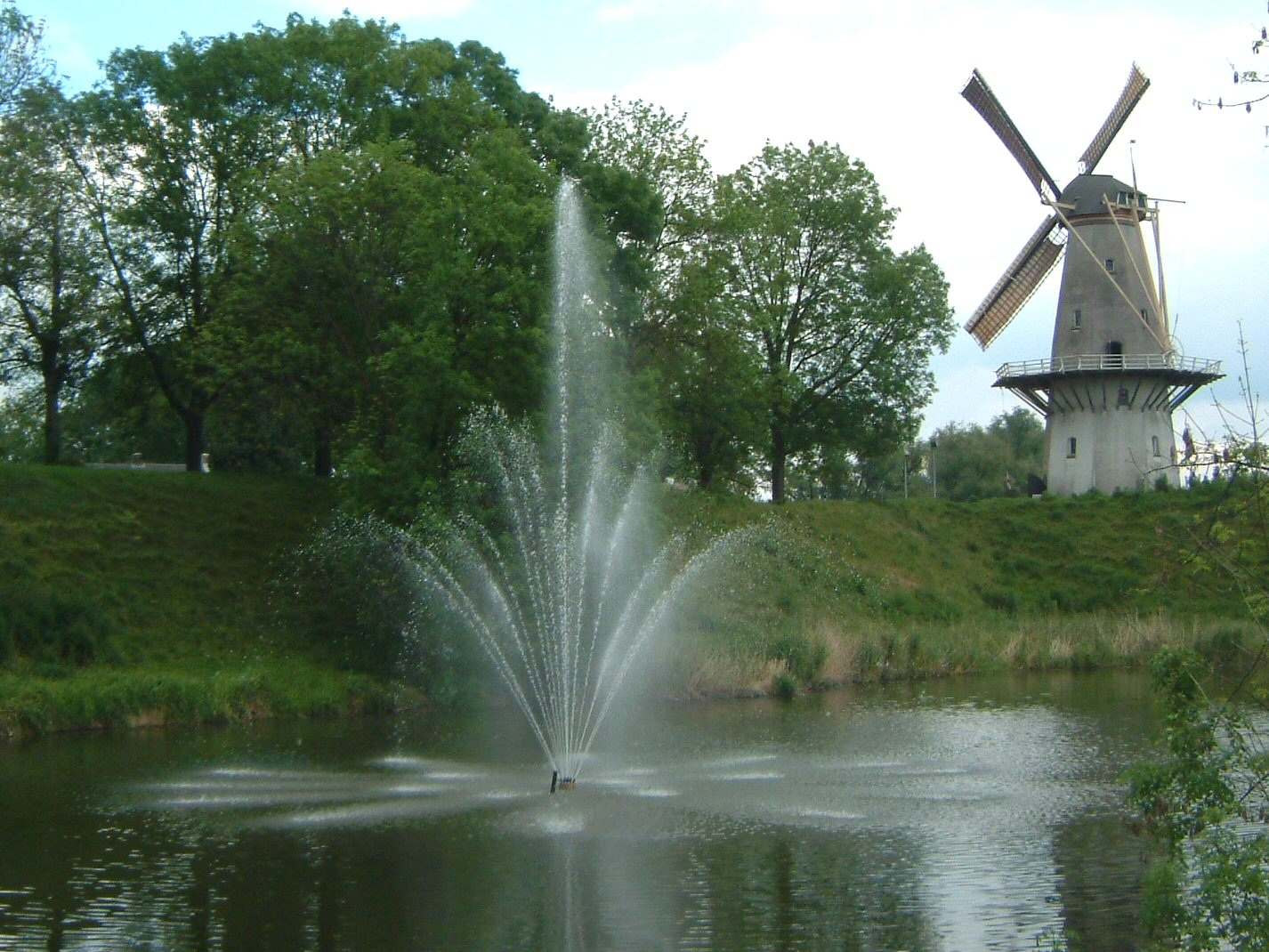
Fontein in de vestinggracht nabij de Koepoort in Woudrichem

### Beroemde fonteinen
Sommige voorbeelden zijn wereldberoemd:
- De Trevifontein (Italiaans: Fontana di Trevi, fontein van de drie wegen) in Rome is de grootste en meest barokke fontein van de stad, voltooid door architect Nicola Salvi in 1762 naar tekeningen van Bernini op de plaats van een fontein uit 19 v.Chr..
- Manneken Pis van Brussel dateert uit 1619. Manneken Pis in Geraardsbergen stamt mogelijk uit 1459 maar is minder bekend.
- Het Paleizencomplex in Peterhof, het "Russische Versailles", wordt geroemd om zijn fraaie fonteinen en de Grote Cascade.
- De Fuente del Rey in het Spaanse Priego de Córdoba is ontstaan bij een natuurlijke bron. De huidige neoclassicistische constructie dateert uit 1803 en spuit water uit 139 monden.
- De Fontein van Genève (Frans: Jet d'eau, waterstraal) begon zijn bestaan in circa 1856 als afvoer van een waterkrachtcentrale. Hij staat sinds 1891 op de huidige plek in het Meer van Genève en bereikt sinds 1951 een hoogte van 140 meter.
- De fontein van Fountain Hills in Arizona komt tot 175 meter en was bij de bouw in 1971 de hoogste fontein ter wereld.
- De Fontein van Koning Fahd in de Saoedische havenstad Djedda is de huidige wereldrecordhouder en werd gebouwd in de jaren 80. Het water schiet met 375 km/h uit de grond en bereikt een hoogte van 312 meter.

Andere bijzondere kunstwerken genieten soms landelijke bekendheid:
- De Fontana Maggiore in Perugia in het Italiaanse Umbrië werd ontworpen door de monnik Fra Bevignate in 1270 om het water op te vangen van het eerste aquaduct van de stad.
- Een fontein met het standbeeld van Brabo, vervaardigd door Jef Lambeaux, staat op de Grote Markt van Antwerpen.
- De fontaines Wallace zijn de gietijzeren fonteinen in Parijs, door de filantroop Sir Richard Wallace aan de stad geschonken tijdens de wederopbouw na de Frans-Pruisische Oorlog. Het driehoekige model is door hemzelf ontworpen.
- De Donaunixen Brunn is een bronzen beeld door Heinrich Ferstel in de Freyung Passage in Wenen uit 1861, gewijd aan de waternimf van de bron van de Donau.[7]
- De Drakenfontein in 's-Hertogenbosch uit 1903 was bedoeld als drinkwaterfontein bij het Stationsplein, maar heeft die functie nooit vervuld. Het is een herdenkingsfontein voor de te jong overleden dochters van baron Paulus Jan Bosch van Drakestein met op de top een gouden draak.
- De Mercuriusfontein uit 1923 in Leeuwarden symboliseert plaatselijke welvaartsbronnen.
- De Buckingham Fountain in Chicago biedt sinds 1927 theatraal spektakel verlicht in alle kleuren tot 30 meter hoog.
- La Fuente Mágica in Barcelona werd ontworpen door de Catalaanse architect Carles Büigas voor de Wereldtentoonstelling van 1929.
- De Kwikfontein (Fuente de mercurio) in de beeldentuin van het Miró-museum in Barcelona werd gebouwd door de Amerikaanse beeldend kunstenaar Alexander Calder voor de Wereldtentoonstelling van 1937 te Parijs in opdracht van de regering van de Tweede Spaanse Republiek ter herinnering aan de overwinning bij Almadén, ten zuiden van Madrid, in 1936. De naam van deze stad is afgeleid van het Arabische woord voor "mijn", er bevinden zich de grootste wereldvoorraden cinnaber, een erts waaruit kwik wordt gewonnen. Ter bescherming van de bezoekers is de fontein opgesloten in een glazen behuizing.
- Een grote fontein domineert sinds de jaren 50 van de 20ste eeuw het Hofplein in Rotterdam. Bij succes voor Oranje wordt het water toepasselijk gekleurd. Ook springen er bij overwinningen van Oranje vaak in het oranje geklede mensen in de fontein en als de Rotterdamse voetbalclub Feyenoord een belangrijke prijs wint, springen er Feyenoordfans in de fontein.
- Het Waterorgel in de Efteling liet vanaf 1969 tot 2010 water dansen op muziek. Sinds 2012 danst het water van de Vonderplas bij de Fata Morgana op muziek tijdens de watershow Aquanura.
- De Diana Herdenkingsfontein ter nagedachtenis aan Prinses Diana van Wales ligt sinds 2004 in Hyde Park Londen.
- Twee fonteinen liggen in Trafalgar Square in Londen, memorialen tot David Beatty en John Jellicoe, Britse admiralen in de Eerste Wereldoorlog.
- De Hans Snoekfontein voor het Café Americain op het Leidseplein in Amsterdam werd ingewijd op 12 juni 2006.[8] De fontein is vernoemd naar Hans Snoek, oprichtster van het Scapinoballet. Het water komt uit de bekken van zes bronzen snoeken.
- De hoogste fontein van Nederland heeft een hoogte van 45 meter en bevindt zich in de Efteling te Kaatsheuvel. Deze fontein is onderdeel van de watershow Aquanura en is op 31 mei 2012 in gebruik genomen. De fontein werd ontwikkeld door WET gelegen in Californië en is 3e op de wereldranglijst voor grootste fonteininstallaties.
- In het kader van Culturele Hoofdstad 2018 is het project 'Eleven Fountains' opgericht. Er worden elf fonteinen geplaatst in de Friese Elfsteden:
  - De markt in Dokkum krijgt een ijsfontein[9]
  - Leeuwarden krijgt twee kinderhoofden die boven een mistbank uitsteken[10][11]

## In de cultuur
- De Fontein van de Eeuwige Jeugd is een populaire Perzische fabel over water met genezende en verjongende krachten, opgetekend in de tijd van Alexander de Grote. Er bestaan in verschillende culturen vele variaties op het idee. Spaanse ontdekkingsreizigers zouden in de zestiende eeuw verhalen over vergelijkbare magische bronnen hebben vernomen van de Taíno indianen in de Caraïben, niet ver van het land van mythische koning El Dorado, die steeds wanneer hij in een bergmeer ging zwemmen, met goudstof werd bedekt.
- Volgens de Griekse mythologie werd de nimf Arethusa door Artemis veranderd in een zoetwaterbronfontein op Sicilië om haar te laten ontsnappen aan de avances van de oceanide Alpheüs, waarop hij zijn water vermengde met het hare. De Alpheüs is de langste rivier op de Peloponnesos.
- Volgens de Romeinse mythologie werd de nimf Juventas ("jeugd") door Jupiter veranderd in een "fontein van de jeugd". Zo gaf zij tevens een zinnebeeldige voorstelling van menstruatiebloed, dat aankondigde wanneer jonge meisjes in staat waren om nieuw leven te gaan voortbrengen. De personificatie van fonteinen zelf was de godheid Fontus, geboren uit de godin Juturna, die zelf mogelijk van Etruskische oorsprong is. De Bron van Juturna is een waterbron op het Forum Romanum waarvan gedeelten stammen uit het jaar 164 v.Chr..
- De fontein des levens of fons vivus is een oudtestamentisch symbool voor het (eeuwige) geestelijke leven van de gelovige, meestal uitgebeeld als een doopvont. In de Bijbel wordt deze genoemd door Jeremia, Joël en Johannes (4:14 en 7:38) en in Psalm 36, vers 10: Want bij U is de fontein des levens; in Uw licht zien wij het licht. De fontein van het (tijdelijke) stoffelijke leven komt al ter sprake in het derde boek, Leviticus 20, vers 18: En als een man bij een vrouw, die haar krankheid heeft, zal gelegen en haar schaamte ontdekt, haar fontein ontbloot, en zij zelve de fontein haars bloeds ontdekt zal hebben, zo zullen zij beiden uit het midden huns volks uitgeroeid worden.[12]
- Een hydraulofoon is een waterfluit, een muziekinstrument waar geen lucht maar water doorheen blaast om het geluid te maken. Elke toon heeft zo zijn eigen fonteintje. Een hydraulofonist draagt veelal een zwembroek. Het historische hydraulische orgel, het eerste pijporgel, werkt ook op waterdruk maar zonder fontein.
- Een chocoladefontein is een culinair hoogstandje van vloeibare chocolade.
- Fountain is een kunstwerk van de Franse dada-kunstenaar Marcel Duchamp uit 1917, bestaande uit een urinoir dat is voorzien van een handtekening.
- The Fountainhead is een roman over idealisme en individualisme van Ayn Rand uit 1943, verfilmd in 1949, vertaald door Jan van Rhenen in 1976 als De eeuwige bron.
- The Fountain is een fantasy en sciencefictionfilm over de liefde in verschillende tijdperken van Darren Aronofsky uit 2006.
- Fontein is een lied van Fons Jansen. De eerste regels zijn:[13]

Er zit een gat in de aarde
Want de overmoed spuit eruit
Een dansfeest van nat licht
Zomaar een kijkspel voor ogen
Zag je ooit water feest vieren?